# 奇台江布拉克机场
}}
奇台江布拉克机场，位于新疆维吾尔自治区昌吉回族自治州奇台县西北湾镇绿洲边缘处的江布拉克新村，南距奇台县县城约16千米，西北距新疆准东经济技术开发区管委会约75千米，为4C级军民合用国内支线机场。
机场标高661米，航站楼面积为5000平方米，民航站坪设7个C类机位；跑道长2800米、宽45米；可满足年旅客吞吐量47万人次、货邮吞吐量1000吨、飞机起降量5200架次的使用需求。

## 建设历程
2017年6月，准东奇台机场项目场址获批。2018年12月，准东奇台机场预可行性研究报告获批。
2020年5月20日，准东奇台机场获国务院、中央军委联合批复；9月10日，准东奇台机场建设工程可行性研究报告评估会召开；9月28日，准东奇台机场配套工程项目开工。
2021年8月20日，准东奇台机场项目可行性研究报告获批；9月29日，准东奇台机场总体规划评审会召开；10月22日，准东奇台机场总体规划获批。
2022年3月16日，准东奇台机场正式开工；6月14日，准东奇台机场获批命名为“奇台江布拉克机场”，文件为中国民用航空局下发的《关于准东（奇台）机场名称的复函》。8月18日，随着航站楼8-12轴最后一幅屋面混凝土浇筑完毕，新疆准东（奇台）民用机场工程航站楼主体工程完成封顶施工。
2024年8月8日，新疆奇台江布拉克机场正式通航。

## 建设规模

### 航站区
机场航站楼面积为5000平方米，为一层半式结构，布局两层，设2部登机廊桥；另有航空货站400平方米、航管楼800平方米、中心广场1000平方米、停车场6000平方米（186个车位）；塔台位于跑道南侧，高33米；可满足年旅客吞吐量47万人次、货邮吞吐量1000吨的使用需求。

### 飞行区
机场民航站坪面积54404.25平方米，设7个C类机位，其中东侧3个机位兼顾军航（2个运-20机位）和通航；09/27号跑道长2800米、宽45米，两侧道肩各宽2.5米，主降方向（27号）设I类精密进近灯光系统；另设2条235.5米长的垂直联络滑行道，其中东联络道宽18米、两侧道肩宽3.5米，西联络道宽15米、两侧道肩宽5米；可满足年飞机起降量5200架次的使用需求。

## 航空公司与航点
2025年夏秋航季（3月30日至10月25日），开通运营航线11条，通航城市14个。
| 航空公司 | 目的地                                                                                |
| -------- | ------------------------------------------------------------------------------------- |
| 成都航空 | 兰州、成都/天府、郑州、福州、阿勒泰、伊宁、富蕴、阿克苏、喀什、和田、于田、长沙、西安 |
| 华夏航空 | 哈密、库尔勒、博乐                                                                    |
| 首都航空 | 北京大兴、银川                                                                        |